# Arkane Studios

Логотип с 2005 по 2019 год

Arkane Studios — компания-разработчик компьютерных игр, основанная в 1999 году. Главный офис располагается в Лионе (Франция), а летом 2006 года компания открыла филиал в Остине (США).

## История
Основателем и идейным вдохновителем Arkane Studios является разработчик Рафаэль Колантонио. Свою карьеру Колантонио начал во французском филиале Electronic Arts. В 90-е он покинул EA, чтобы создать собственную студию.
Первая игра студии, Arx Fatalis, вышла в 2002 году. Это была «подземная» RPG, основанная на движке собственной разработки. Arkane Studios оказалось непросто найти издателя. Arx Fatalis была тепло принята игроками и критиками, но коммерческого успеха вслед за её выходом не последовало. Тем не менее, хорошие отзывы позволили Arkane Studios продолжить работу.
Куда известнее оказался второй проект студии: экшн с элементами RPG Dark Messiah of Might and Magic, созданный по заказу Ubisoft на игровом движке Source. После выхода игры Колантонио переехал из Франции в США, основав там филиал Arkane Studios.
В декабре 2006 года компания анонсировала 3D-шутер The Crossing, но в 2009 году из-за финансовых проблем его разработка была заморожена.
В августе 2010 года компания была куплена ZeniMax Media, владельцами Bethesda Softworks и id Software. Колантонио отметил, что Bethesda и Arkane Studios подходят друг к другу, учитывая сходство между играми Arx Fatalis и The Elder Scrolls.
В июле 2011 года студия анонсировала свой новый проект. Им стал стелс-экшн с RPG элементами Dishonored, выход которого состоялся 9 октября 2012 года. Всесторонний успех Dishonored вдохновил Arkane Studios на разработку продолжения. Игра Dishonored 2 вышла в ноябре 2016 года, также получив признание критиков и игроков. Параллельно студия работала над перезапуском шутера Prey. Игра была выпущена в мае 2017 года, снискав одобрение игрового сообщества.
Спустя несколько месяцев после выхода Prey Рафаэль Колантонио объявил о своём уходе из Arkane Studios. Руководство американского филиала студии он передал Харви Смиту — известному гейм-разработчику, с которым Колантонио проработал вместе много лет.
В мае 2024 года Microsoft приняла решение закрыть одно из подразделений студии под названием Arkane Austin, которая была ответственна за разработку Redfall и Prey. В качестве причины закрытия была указана реструктуризация и желание сосредоточится на более приоритетных проектах. По словам журналиста Джейсона Шрайера, перед закрытием студии разработчики планировали вернуться к разработке одиночных игр в жанре immersive sim, и питчили следующую игру в серии Dishonored. При этом, утверждалось, что закрытие не связано с неудачными результатами кооперативного вампирского шутера Redfall.

## Игровой движок
Студия разработала свой движок Void Engine, написав его с нуля. Название движка идёт от особого места в мире игры Dishonored. Это место носит название «Бездна».
Void Engine — движок нового поколения, созданный на основе движка id Tech 5. Инженеры из Arkane Studios Lyon переписали движок id Tech 5 на 90 %. За рендер отвечает библиотека OpenGL, инструментарий сделан с учётом пожеланий дизайнеров и моделлеров, дабы тем было удобней работать с движком и создавать проработаные и живописные места, а также персонажей. В PC-версии игры представлен большой перечень настроек графики. Движок поддерживает HBAO+, SSAO, cистема освещения является полностью динамической и попиксельной. Возможны мягкие тени, из технологий рельефного текстурирования используются Normal mapping и Parallax mapping. Физический движок — Havok.

## Игры студии
| Год  | Название                                  | Платформа                                                       | Разработчик               | Издатель             |
| ---- | ----------------------------------------- | --------------------------------------------------------------- | ------------------------- | -------------------- |
| 2002 | Arx Fatalis                               | Windows, Xbox                                                   | Arkane Lyon               | JoWooD Entertainment |
| 2006 | Dark Messiah of Might and Magic           | Windows                                                         | Arkane Lyon               | Ubisoft              |
| 2008 | Dark Messiah of Might and Magic: Elements | Xbox 360                                                        | Arkane Lyon               | Ubisoft              |
| 2012 | Dishonored                                | Windows, PlayStation 3, Xbox 360, PlayStation 4, Xbox One       | Arkane Lyon Arkane Austin | Bethesda Softworks   |
| 2016 | Dishonored 2                              | Windows, PlayStation 4, Xbox One                                | Arkane Lyon               | Bethesda Softworks   |
| 2017 | Prey                                      | Windows, PlayStation 4, Xbox One                                | Arkane Austin             | Bethesda Softworks   |
| 2017 | Dishonored: Death of the Outsider         | Windows, PlayStation 4, Xbox One                                | Arkane Lyon               | Bethesda Softworks   |
| 2019 | Wolfenstein: Youngblood                   | Windows, PlayStation 4, Xbox One, Nintendo Switch               | Arkane Lyon               | Bethesda Softworks   |
| 2019 | Wolfenstein: Cyberpilot                   | Windows (HTC Vive, Oculus Rift), PlayStation 4 (PlayStation VR) | Arkane Lyon               | Bethesda Softworks   |
| 2021 | Deathloop                                 | Windows, PlayStation 5, Xbox Series X/S                         | Arkane Lyon               | Bethesda Softworks   |
| 2023 | Redfall                                   | Windows, Xbox Series X/S                                        | Arkane Austin             | Bethesda Softworks   |
| TBA  | Marvel’s Blade                            | Windows, Xbox Series X/S                                        | Arkane Lyon               | Bethesda Softworks   |

### Участие в сторонних проектах
| Год  | Название                   | Платформа                                  | Издатель              | Примечание                                 |
| ---- | -------------------------- | ------------------------------------------ | --------------------- | ------------------------------------------ |
| 2008 | Call of Duty: World at War | Microsoft Windows, Xbox 360, PlayStation 3 | Activision            | Только мультиплеер                         |
| 2009 | KarmaStar                  | iOS                                        | Majesco Entertainment |                                            |
| 2010 | BioShock 2                 | Microsoft Windows, Xbox 360, PlayStation 3 | 2K Games              | Только анимация и помощь в дизайне уровней |

### Отменённые
| Название                  | Платформа                   | Издатель        |
| ------------------------- | --------------------------- | --------------- |
| LMNO                      | Microsoft Windows           | Electronic Arts |
| The Crossing              | Microsoft Windows, Xbox 360 | Valve           |
| Half-Life 2: Episode Four | Microsoft Windows           | Valve           |